# ستيف ماكلارين
ستيفن «ستيف» مكلارين (ولد في 3 مايو 1963) هو مدرب إنجليزي لكرة القدم ولاعب سابق، ويدرب في الوقت الراهن فريق نيوكاسل الإنجليزي
بدء مكلارين مسيرته التدريبية مع نادي ميدلزبره في الدوري الإنجليزي الممتاز، الذي فاز معهم في عام 2004 بكأس رابطة الأندية الإنجليزية المحترفة ثم وصل بهم إلى المركز الثاني في بطولة دوري أوروبا. ثم عمل مديرا فنيا للمنتخب الإنجليزي لكرة القدم من أغسطس 2006 إلى ديسمبر 2007. وتم إقالته بسبب فشله في تأهيل المنتخب لبطولة كأس الأمم الأوروبية لكرة القدم 2008 ، وفي عام 2008 أصبح مكلارين المدير الفني لتفينتي وفاز معهم بالدوري الهولندي لموسم 2009-2010 ثم عمل مديرا فنيا لنادي نادي فولفسبورغ في الفترة بين مايو 2010 وفبراير 2011 بعد فترة قصيرة عمل كمدير لنوتنغهام فوريست، وعاد إلى تفينتي في يناير كانون الثاني عام 2012
على الرغم من نجاحاته في مانشستر يونايتد، حيث كان مدير مساعد اليكس فيرغسون 1999-2001، وميدلسبره، تم التصغير من قيمته من قبل وسائل الإعلام الإنجليزية بعد فشل إنجلترا في التأهل لكأس الأمم الأوروبية 2008

## روابط خارجية
- ستيف ماكلارين على موقع قاعدة بيانات كرة القدم.إي يو (الإنجليزية)
- ستيف ماكلارين على موقع Soccerbase.com (مدرب) (الإنجليزية)